# Famille Fressinaud
La famille Fressinaud est une famille subsistante d'ancienne bourgeoisie française originaire du Limousin.

## Évolution de l'orthographe du nom
On rencontre plusieurs orthographes au fil du temps : Freyssinaud, Freyssinaux, Freissinaud, Fraissinaud, Fraissynaud, Fressinaud. Plusieurs branches sont connues sous les noms : Fressinaud-Saint-Romain, Fressinaud de Masdefeix, Freyssinaud de Beauviquier.
D'autres ne portent que le nom Fressineau.

## Histoire
La première mention de la famille Fressinaud orthographié alors Freyssinaud  est présente dans une requête adressée au roi Charles IX en 1571 rédigé par  Pierre Bardonnault, Freyssinaud et Jaussen qui était tous maître balancier à Limoges. D'autres mentions antérieures sont notées dans un texte de 1564 où sont écrits les noms Freyssinaud Léonard et Freyssinaud Jehan (à Limoges), ils étaient aussi tous deux maîtres balanciers. 
Subsequement la famille Fressinaud à donc comme charge d'origine maître balancier (à limoges), .
En ce qui concerne les branches subsistantes au XXIe siècle, elles descendent d'un Fressinaud présent à Saint-Léonard-de-Hoyat. Elle a donné les branches présentes en Haute-Vienne et dans la Creuse. On y compte aussi la branche Fressinaud-Saint-Romain dont un membre devient conseiller général de la Creuse et achète le château de Collonges en 1828.
André Fressinaud Mas de Feix (1856-1935) était propriétaire d'une usine de Kaolin à Bézenat ou il possédait 117 ha en 1914,. 
Plusieurs Juge de Paix ont été élus dans cette famille tel que Jean-Jacques Fressinaud-Saint-Romain (1833-1864) , il est aussi maire du Grand-Bourg; Henri Fressinaud Mas de Feix (1851-1897) à Ambazac.

## Filiation
La famille Fressinaud est anciennement connue en Limousin.
La famille a fourni des magistrats des officiers, des conseillers d'État, des prêtres, des conseillers généraux, etc..
La lecture des actes de l'état civil permet de s'assurer que la famille est subsistante au XXIe siècle, en particulier sous le nom de Fressinaud Mas de Feix.
- Claude Fressinaud, maître balancier à Limoges. Il épouse Marguerite Clément.
  - Pierre Fressinaud, maître balancier à Limoges. En 1627, il épouse Madeleine Suduiraud.
    - Pierre Fressinaud (9 juillet 1628 à Limoges/Saint-Pierre-du-Queyroix-1690), sieur de la Ribière et du Verdier, receveur de la seigneurie de Salagnac. Il épouse le 25 juillet 1653 à Limoges, Marie de Venassier. Veuf, il épouse en secondes noces Françoise de Vaucorbeil.
      - (1) Simon Fressinaud Masdefeix, bourgeois du village de Noühaut. Il épouse Anne Jacquette Goumot.
        - Pierre Fressinaud (24 novembre 1695 à Saint-Amand-Jartoudeix - 15 mars 1768 à Saint-Amand-Jartoudeix), sieur du Mas de Feix. Le 13 novembre 1719 à Saint-Amand-Jartoudeix, il épouse Marie Aymée Le Noir.
          - Jean Baptiste Fressinaud Mas de Feix (1734 - 1er juin 1786), bourgeois. Le 5 mai 1761 à La Chapelle-Taillefert (Creuse), il épouse Marie Anne de Saint-Vourry.
            - André Fressinaud Mas de Feix (17 mai 1770 à Saint-Amand-Jartoudeix - 13 novembre 1818 à Saint-Amand-Jartoudeix). Le 3 ventôse an V (21 février 1797) à Sauviat-sur-Vige (Haute-Vienne), il épouse Catherine Duléry de Peyramont.
              - Alexandre Fressinaud Mas de Feix (1812 - 29 mai 1874 à Sauviat-sur-Vige) épouse Vérité Maleyx.
                - Henri Fressinaud Mas de Feix (26 octobre 1851 à Sauviat-sur-Vige - 19 octobre 1897 à Sauviat-sur-Vige), juge de Paix, propriétaire à Bézénas (Sauviat-sur-Vige). Le 27 avril 1875, à Sauviat-sur-Vige, il épouse Marie Thérèse Andret.
                  - André Fressinaud Mas de Feix (14 juin 1876 à Sauviat-sur-Vige - 13 février 1957 à Angers), maire de Sauviat-sur-Vige de 1904 à 1908. Le 2 janvier 1906 à Payzac (Dordogne), il épouse Marie-Jeanne Elisabeth Desbordes. D'où descendance.

              - André Fressinaud Mas de Feix (1er mars 1814 à Limoges - 29 mai 1874 à Sauviat-sur-Vige). Le 14 octobre 1850 à Coussac-Bonneval (Haute-Vienne), il épouse Catherine Vérité Maleyx.
                - André Fressinaud Mas de Feix (27 mai 1856 à Sauviat-sur-Vige - ), industriel. Le 24 mars 1884 à Saint-Éloy-les-Tuileries, il épouse Marie Aménaïde Beineix.
                  - Henri Fressinaud Mas de Feix (5 septembre 1886 à Saint-Éloy-les-Tuileries - 12 décembre 1935 à Limoges). Le 31 octobre 1917 à Limoges, il épouse Marie-Thérèse de Font-Reaulx.
                    - Aménaïde Marie André Fressinaud Masdefeix (2 octobre 1918 à Limoges - 20 juillet 1988 à Paris 4)[8]. Le 17 juillet 1938 à Clermont (Oise), elle épouse le journaliste André Lafargue.

      - (2) Pierre Fressinaud (1665 - 18 mars 1745 à Le Grand-Bourg (Creuse)), sieur du Verdier, archer en la grande prévosté du Limousin à Limoges. Il épouse le 27 novembre 1690 à Bénévent-l'Abbaye (Creuse), Marie Marchandon.
        - Simon Fressinaud (14 février 1697 à Bénévent-l'Abbaye - 24 avril 1758 à Le Grand-Bourg (Creuse)). Il est seigneur de Bos-Viger (fief qu'il avait acquis en février 1753[9]) et bourgeois de Saint-Léonard en 1757[10],[11].

Édith Fressinaud-Masdefeix, docteur en médecine, docteur ès sciences, directeur adjoint du Centre de transfusion d'Angers, est l'auteur de l'article « Hémophilie » dans l'Encyclopædia Universalis.

## Armoiries
Ses armes sont : d'argent à une grue au naturel, au vol abaissé, regardant une branche de frêne de sinople qui est à dextre.

## Alliances
Les principales alliances de la famille Fressinaud sont: de Vaucourbeix, de Chastillon, Jupile du Boisvert, Faure, Catineau de la Roche, de Lavilatte de Vérines, Biernais, du Léry de Peyramont (1797), de Noyant, Jaquet, Sansard de Lavaud, Maleix, Foucaud, Bataille.